# Chorizopes orientalis
Chorizopes orientalis är en spindelart som beskrevs av Simon 1909. Chorizopes orientalis ingår i släktet Chorizopes och familjen hjulspindlar.
Artens utbredningsområde är Vietnam. Inga underarter finns listade i Catalogue of Life.